# Challenger de Honolulu 2010
El torneo Honolulu Challenger 2010 fue un torneo profesional de tenis. Perteneció al ATP Challenger Series 2010. Se disputó su 1ª edición sobre superficie dura, en Honolulu, Estados Unidos entre el 25 y el 31 de enero de 2011.

## Campeones

### Individual Masculino
- Michael Russell derrotó en la final a  Grega Žemlja, 6–0, 6–3

### Dobles Masculino
- Kevin Anderson /  Ryler DeHeart derrotarone en la final a  Im Kyu-tae /  Martin Slanar, 3–6, 7–6(2), [15–13]